# Pleurosicya labiata
Pleurosicya labiata är en fiskart som först beskrevs av Weber, 1913.  Pleurosicya labiata ingår i släktet Pleurosicya och familjen smörbultsfiskar. Inga underarter finns listade i Catalogue of Life.